# ICD-10 Kapitel X - Sygdomme i åndedrætsorganer
ICD-10 Kapitel X - Sygdomme i åndedrætsorganer er det tiende kapitel i ICD-10 kodelisten. Kapitlet indeholder sygdomme i åndedrætsorganer.
| Kapitel X – Sygdomme i åndedrætsorganer (J00-J99)                                       |
| J00-J06 - Akutte infektioner i øvre luftveje                                            |
| --------------------------------------------------------------------------------------- |
| J00 - Forkølelse                                                                        |
| J01 - Akut bihulebetændelse                                                             |
| J02 - Akut faryngitis                                                                   |
| J03 - Akut halsbetændelse                                                               |
| J04 - Akut laryngitis og trakeitis                                                      |
| J05 - Pseudocroup og akut epiglottitis                                                  |
| J06 - Akutte infektioner i øvre luftveje med flere og ikke specificerede lokalisationer |
| J09-J18 - Influenza og lungebetændelse                                                  |
| J09 - Influenza med visse typer influenzavirus påvist                                   |
| J10 - Influenza forårsaget af andre identificerede typer influenzavirus                 |
| J11 - Influenza uden påvist influenzavirus                                              |
| J12 - Virus-lungebetændelse IKA                                                         |
| J13 - Pneumokok-lungebetændelse                                                         |
| J14 - Hæmofilus-lungebetændelse                                                         |
| J15 - Anden bakteriel lungebetændelse IKA                                               |
| J16 - Lungebetændelse forårsaget af andre infektiøse agentia IKA                        |
| J17 - Lungebetændelse ved sygdomme klassificeret andetsteds                             |
| J18 - Lungebetændelse forårsaget af ikke nærmere specificeret mikroorganisme            |
| J20-J22 - Andre akutte infektioner i nedre luftveje                                     |
| J20 - Akut bronkitis                                                                    |
| J21 - Akut bronkiolitis                                                                 |
| J22 - Ikke nærmere specificerede akutte infektioner i nedre luftveje                    |
| J30-J39 - Andre sygdomme i øvre luftveje                                                |
| J30 - Høfeber og allergisk rinitis                                                      |
| J31 - Kronisk næsekatar, næsesvælgkatar og svælgkatar                                   |
| J32 - Kronisk bihulebetændelse                                                          |
| J33 - Næsepolyp                                                                         |
| J34 - Andre sygdomme i næse og bihuler                                                  |
| J35 - Kroniske sygdomme i tonsiller og adenoide vegetationer                            |
| J36 - Halsbyld                                                                          |
| J37 - Kronisk strubekatar og luftrørskatar                                              |
| J38 - Sygdomme i stemmebånd og struben IKA                                              |
| J39 - Andre sygdomme i øvre luftveje                                                    |
| J40-J47 - Kroniske sygdomme i nedre luftveje                                            |
| J40 - Bronkitis ikke specificeret som akut eller kronisk                                |
| J41 - Kronisk bronkitis uden obstruktion                                                |
| J42 - Kronisk bronkitis ikke nærmere specificeret                                       |
| J43 - Lungeemfysem                                                                      |
| J44 - Kronisk obstruktiv lungesygdom                                                    |
| J45 - Astma                                                                             |
| J46 - Status asthmaticus                                                                |
| J47 - Udvidelse af bronkier                                                             |
| J60-J70 - Lungesygdomme forårsaget af ydre agentia                                      |
| J60 - Støvlunge forårsaget af kulstøv                                                   |
| J61 - Støvlunge forårsaget af asbest og andre mineralfibre                              |
| J62 - Støvlunge forårsaget af silikater                                                 |
| J63 - Støvlunge forårsaget af andet uorganisk støv                                      |
| J64 - Støvlunge UNS                                                                     |
| J65 - Støvlunge med tuberkulose                                                         |
| J66 - Luftvejssygdomme forårsaget af organisk støv                                      |
| J67 - Pneumonitis forårsaget af hypersensitivitet overfor organisk støv                 |
| J68 - Luftvejssygdomme forårsaget af indåndede kemikalier, gasser, røg og dampe         |
| J69 - Lungeinflammation forårsaget af aspiration af faste og flydende stoffer           |
| J70 - Andre tilstande i luftvejene forårsaget af andre ydre påvirkninger                |
| J80-J84 - Andre lungesygdomme overvejende lokaliseret til bindevæv                      |
| J80 - Respirationssvigt som følge af alveolebeskadigelse                                |
| J81 - Lungeødem                                                                         |
| J82 - Lungeeosinofili                                                                   |
| J84 - Andre interstitielle lungesygdomme                                                |
| J85-J86 - Sygdomme med pus og nekrose i nedre luftveje                                  |
| J85 - Byld i lunge og i mediastinum                                                     |
| J86 - Pyothorax                                                                         |
| J90-J94 - Andre sygdomme i lungehinde                                                   |
| J90 - Væskeansamling i lungehinde IKA                                                   |
| J91 - Væskeansamling i lungehinde ved sygdom klassificeret andetsteds                   |
| J92 - Fortykkelse og forkalkning af lungehinde                                          |
| J93 - Pneumothorax                                                                      |
| J94 - Andre sygdomme i lungehinderne                                                    |
| J95-J99 - Andre sygdomme i åndedrætsorganer                                             |
| J95 - Tilstande i åndedrætsorganer efter indgreb IKA                                    |
| J96 - Respirationsinsufficiens IKA                                                      |
| J98 - Andre tilstande i åndedrætsorganer                                                |
| J99 - Lungeforandringer ved sygdom klassificeret andetsteds                             |

| Lægevidenskab | Spire Denne artikel om lægevidenskab er en spire som bør udbygges. Du er velkommen til at hjælpe Wikipedia ved at udvide den. |